# Trzeci rząd Andrisa Šķēlego
Trzeci rząd Andrisa Šķēlego (łot. Šķēles 3. Ministru kabinets) – gabinet koalicyjny rządzący Łotwą od 16 lipca 1999 do 5 maja 2000.

## Historia
Gabinet powstał w trakcie kadencji Sejmu wybranego w wyborach w 1998. Zastąpił rząd Vilisa Krištopansa. Koalicję tworzyły Partia Ludowa (TP), Łotewska Droga (LC) oraz Dla Ojczyzny i Wolności/Łotewski Narodowy Ruch Niepodległości (TB/LNNK). Jeszcze w trakcie tej samej kadencji parlamentu został zastąpiony przez rząd Andrisa Bērziņša.

## Skład rządu
Premier
- Andris Šķēle (JC)

Minister obrony narodowej
- Ģirts Valdis Kristovskis (TB/LNNK)

Minister spraw zagranicznych
- Indulis Bērziņš (LC)

Minister gospodarki
- Vladimirs Makarovs (TB/LNNK, do 6 kwietnia 2000)

Minister finansów
- Edmunds Krastiņš (TP)

Minister spraw wewnętrznych
- Mareks Segliņš (TP)

Minister oświaty i nauki
- Silva Golde (TP, do 8 grudnia 1999), Māris Vītols (TP, od 16 grudnia 1999)

Minister kultury
- Karina Pētersone (LC)

Minister zabezpieczenia społecznego
- Roberts Jurdžs (TB/LNNK)

Minister transportu
- Anatolijs Gorbunovs (LC)

Minister sprawiedliwości
- Valdis Birkavs (LC)

Minister rolnictwa
- Aigars Kalvītis (TP)

Minister ochrony środowiska i rozwoju regionalnego
- Vents Balodis (TB/LNNK)

Minister bez teki ds. kooperacji z międzynarodowymi organizacjami finansowymi
- Roberts Zīle (TB/LNNK)

Minister bez teki ds. reformy administracji publicznej i samorządu terytorialnego
- Jānis Bunkšs (LC)